# Dommartin-le-Franc
Dommartin-le-Franc település Franciaországban, Haute-Marne megyében. Lakosainak száma 243 fő (2022. január 1.). Dommartin-le-Franc Morancourt, Ville-en-Blaisois, Bailly-aux-Forges, Baudrecourt, Courcelles-sur-Blaise és Dommartin-le-Saint-Père községekkel határos.

## Népesség
A település népességének változása:
| Lakosok száma | 319  | 312  | 273  | 222  | 227  | 242  | 248  | 243  | 241  | 243  |
|               | 1968 | 1982 | 1990 | 2006 | 2013 | 2015 | 2017 | 2019 | 2020 | 2022 |